# Biplab Chatterjee
Biplab Chatterjee es un actor masculino bengalí indio y director de televisión y películas.

## Primeros años de vida
Biplab nació el 8 de julio en Calcuta. En 1963, terminó el bachillerato en Park Institution y se graduó en Anandamohan College, asociado a la Universidad de Calcuta en 1965.

## Carrera
Biplab comenzó su carrera en el cine con Satyajit Ray en su película Pratidwandi. Además de su carrera en el cine, también ha mostrado interés en actividades sociopolíticas. En 1998, fue candidato a la elección de la asamblea de Rashbehari circunscripción y en 2006 de Alipore circunscripción.

## Filmografía

### Actor
- Nirbhoya (2013)
- Mrs. Sen (2013)
- Astra (2012)
- Teen Kanya (2012)
- Wanted (2010)
- Bangal Ghoti Phataphati (Unreleased) (2009)
- Magno Mainak (2009)
- Sedin Dujone (2008)
- Manik
- Ek Muto Chobi
- Tulkalam (2007) .... Special Appearance
- Kailashe Kelenkari (2007)
- Jara Bristite Bhijechhilo (2007)
- Agnipath (2005)
- Parineeta (2005) .... Shyam Lal Tantiya
- Rajmohol (2005)
- Paribar (2004)
- Swapne Dekha Rajkanya (2004)
- Patalghar (2003) .... Vik
- Moner Majhe Tumi (2003)
- Dekha (2001) ....
- Jibon Niye Khela (1999)
- Lal Darja (1997)
- Rakte Lekha
- Pratikar (1987)
- Phatik Chand (1983) (Shyamlal the goon)
- Surya Sakhi (1981)
- Bancharamer Bagan (1980) .... Hontka and Kontka
- Ek Din Pratidin (1979) .... Policeman
- Joi Baba Felunath (1978)
- Charmurti (1978)
- Din Amader (1977)
- Khunjey Berai (1971)

### Director
- Chor O Bhagoban (2003)
- Tomar Aamar Prem (1998)
- Bidrohini (1994)
- Prajapati (1993)
- Abhimanyu (1990)

## Premios
- BFJA for Best Supporting Actor for Debipaksha in 2005
- BFJA for Best Supporting Actor for Banaphul in 1997